# Elecciones parlamentarias de Kirguistán de 2010
Las elecciones parlamentarias se llevaron a cabo en Kirguistán el 10 de octubre de 2010, y fue el primer proceso electoral democrático posterior a la segunda revolución kirguisa que convirtió al país en una república parlamentaria. Los 120 asientos del Consejo Supremo o Jogorku Kenesh se eligieron mediante el uso de litas de partidos. Los asientos fueron asignados a todos los partidos que hubieran obtenido más del 5% de los votos y más de 0,5% en cada uno de los nueve Óblast, limitado a 65 asientos por partido. Esta última prohibición fue impuesta para evitar mayorías absolutas que dejaran inoperantes a los partidos opositores.

## Antecedentes
En abril de 2010 el presidente Kurmanbek Bakíev fue derrocado, lo que llevó al poder a un gobierno interino encabezado por la socialdemócrata Rosa Otunbáeva. Un plan de reforma electoral fue dado a conocer el 19 de abril de 2010. Un referéndum en junio aprobó por abrumadora mayoría una reforma para convertir al país de un sistema presidencial a un sistema parlamentario. La nueva Constitución permitiría al Parlamento elegir un Primer Ministro y también jugar un papel clave en la formación del nuevo gobierno.
La ubicación geoestratégica de Kirguistán es de vital importancia, ya que proporciona asistencia en la guerra de Afganistán a través de la base aérea de Manas, y es también el único país en acoger tanto una base estadounidense como una base rusa. Los acontecimientos políticos en 2010 fueron bien recibidos por EE. UU., pero eran una molestia para Rusia, quien advirtió que ser el primer país en Asia Central en adoptar un sistema parlamentario sería catastrófico para Kirguistán, cabiendo la posibilidad del triunfo de un partido islamista. El gobierno ruso consideraba que el nuevo régimen democrático podría resultar un peligro para sus intereses en la región.
Originalmente, las elecciones se iban a celebrar en el mismo día que el referéndum. Sin embargo, éstas se retrasaron hasta octubre, con Otunbáeva manteniendo el cargo de Presidenta hasta el 1 de diciembre de 2011.

## Sistema electoral
En la anterior elección, había 90 asientos, pero se aumentaron a 120 tras el referéndum constitucional.
De acuerdo con el artículo 77 del Código de la República Kirguisa sobre las elecciones, el umbral para la asignación de asientos se logra recibiendo el 5% de los votos de todos los electores inscritos en las listas de votantes. Por esta razón, sólo a los cinco partidos con más votos (Ata-Zhurt, SDPK, Ar-Namys, Respublika y Ata-Meken) se les asignaron asientos. El sexto partido, Kirguistán Unido, recibió más de un cinco por ciento de los votos emitidos, pero debido a que no recibió más del cinco por ciento de los votos de todos los electores inscritos en las listas de votantes, no se le asignó ningún asiento.
El artículo 77 también exige a los partidos ganar un 0,5% de los votos de todos los votantes elegibles en cada Óblast de Kirguistán, así como en las ciudades de Biskek y Osh. Aunque Ata-Zhurt ganó la pluralidad de los votos, sobre todo con su bastión del sur, un funcionario electoral dijo que apenas superaron la barrera del 0,5% en Biskek y en la región de Chuy.

## Campaña

### Participantes
Más de 3.000 candidatos de 29 partidos políticos compitieron por los 120 escaños, con la BBC diciendo que ninguno de ellos podría fácilmente ganar una mayoría y el resultado sería, por lo tanto, difícil de predecir. Folletos repartidos en el sur del país instaban a los residentes a "no tolerar" partidos dirigidos por los norteños, en un signo de tensión restante tras los disturbios étnicos entre kirguisos y uzbekos en 2010.
El partido Ar-Namys se opuso al nuevo sistema parlamentario y dijo que buscaría restaurar el viejo sistema de gobierno presidencial. Ata-Zhurt hizo campaña en el sur basándose en el regreso de Bakíev al poder. El presidente depuesto, desde su exilio en Bielorrusia, también abogó por un retorno al régimen presidencial.
Rosa Otumbáeva se comprometió a mantener un "espíritu de equidad y transparencia." También habló de la importancia de la elección: "Estas elecciones son de importancia vital para nuestra gente y el estado, no es sólo la elección de un parlamento, sino el inicio de un nuevo sistema y la apertura de una nueva página en nuestra historia". Un mes antes de la elección amenazó con declarar el estado de emergencia, y como resultado posponer la votación, si los partidos opositores se empeñaban en intensificar las tensiones en el país.

### Encuestas de opinión
Las encuestas develaron que seis partidos tenían posibilidades de lograr la mayoría necesaria para cruzar el umbral del 5% y ganar asientos en el Parlamento. Una encuesta de 1.500 personas a finales de septiembre por perspectiva mostró siete partidos que cruzaban el umbral:
| Partido                               | Líder              | Porcentaje |
| ------------------------------------- | ------------------ | ---------- |
| Partido Socialista Ata-Meken          | Omurbek Tekebayev  | 14.6%      |
| Partido Socialdemócrata de Kirguistán | Almazbek Atambáyev | 10.5%      |
| Ata-Zhurt                             | Kamchybek Tashiyev | 9.9%       |
| Partido Respublika de Kirguistán      | Omurbek Babanov    | 8.7%       |
| Akshumkar                             | Temir Sariyev      | 6.9%       |
| Ar-Namys                              | Felix Kulov        | 6.9%       |
| Kirguistán Unido                      | Adakahn Madumarov  | 5.7%       |
| Otro                                  |                    | 13.8%      |
| Indeciso                              |                    | 23%        |

El partido nacionalista kirguís, Ata-Zhurt, esperaba recibir un triunfo en el sur. Ata-Meken y el SPDK eran partidarios de la administración provisional, y del régimen parlamentario.

## Realización
Las organizaciones que realizaban el seguimiento estaban en las primeras posiciones entre las ONG, de acuerdo con los Medios de Comunicación, para el período de agosto a octubre. Tradicionalmente estas son: la coalición de ONG "Por la Democracia y la Sociedad Civil" y la Asociación "Taza Shailoo". La Alianza de Jóvenes Liberales pudo unirse a la organización de supervisión por primera vez. En el día de la votación, en 127 estaciones del país, jóvenes observadores llevaban a cabo el seguimiento de los derechos electorales dentro de los límites de la campaña "Jóvenes por elecciones justas. ¡Vamos a probarlo!"
La elección fue observado por 850 observadores internacionales de 32 organizaciones, entre ellos 300 observadores de la Organización para la Seguridad y la Cooperación en Europa (OSCE). El equipo internacional de observadores elogió la votación, con el equipo de la OSCE diciendo  que las elecciones eran un paso adelante en la "mayor consolidación del proceso democrático". A pesar de que varios observadores destacaron que no estaban las mismas irregularidades que en los previos procesos electorales, sí afirmaron que la Comisión Electoral Central no parecía preparada, aunque la mayoría de los mismos declaró que la elección había sido justa.
Otunbáeva, que se negó a hacer retroceder a las elecciones a pesar de las advertencias de los posibles nuevos disturbios, alabó la elección: "No hemos sabido tales elecciones durante los últimos 20 años." A pesar de sus comentarios, se informó que estaba "sumida en un estado de shock" tras conocerse la victoria de Ata-Zhurt. El periódico ruso Kommersant informó de que el triunfo de Ata-Zhurt fue un golpe para el gobierno interino.
El líder de Ata-Zhurt, Kamchibek Tashiyev, dijo que fue atacado por un grupo de bandidos, y acusó al gobierno interino de tratar de eliminarlo y cancelar las elecciones. Los manifestantes atacaron las oficinas del partido Ata-Zhurt, quemaron folletos de campaña y exigieron que se ilegalizara su candidatura. Zarylbek Rysaliyev , el ministro del Interior, también afirmó conocer de cerca de 10 "áreas de posibles choques con algunos exaltados que planean arrebatar urnas". También había preocupación en los medios de comunicación internacionales por una posible renovación de la lucha étnica que se produjo a principios del año.

## Resultados
|  | 15.41 % |

|  | 14.24 % |

|  | 13.78 % |

|  | 12.62 % |

|  | 9.99 % |

|  | 8.36 % |

|  | 4.71 % |

|  | 3.35 % |

|  | 17.57 % |

|  | 99.35 % |

|  | 0.65 % |

|  | 100.00 % |

|  | 61.00 % |

## Reacciones
El resultado fue sorpresivo debido a que Ata-Zhurt había exigido el regreso al poder de Bakíev, a pesar de que tal nombramiento tendría lugar bajo el gobierno que lo derrocó. Por lo tanto, el resultado parecía "neutralizar" por completo el levantamiento de 2010. El partido necesitaba una alianza con otros dos para formar una coalición que tuviera mayoría absoluta, pero eso era visto como "poco viable". Un gobierno débil incluso podría forzar una nueva elección antes de que su mandato finalizara. Por otra parte, había incertidumbre en cuanto a la base estadounidense aérea de Manas y su arrendamiento, debido a que Ata-Zurt hizo campaña en contra de extender el contrato más allá de 2011.
Un analista en Kazajistán también sugirió que la elección tendría que "enfrentarse a su prueba más dura" si los perdedores optaban por impugnar los resultados tanto en los tribunales como en las calles. "Si algunas personas saben que van a perder sus puestos de alto nivel después de la elección, entonces está en su interés desestabilizar la situación. Ellos podrían tomar medidas para permanecer en el poder o crear el caos".
El Washington Post dijo que la mayor sorpresa de las elecciones fue que, a pesar de la revolución de 2010, la victoria opositora no fue inevitable, lo cual no hacía más que resaltar el marco democrático en el cual se celebraron, demostrando el verdadero interés del país en celebrar un proceso electoral libre y justo. Alexey Malashenko, del Centro Carnegie de Moscú, dijo que "esta elección tuvo mucho éxito por el solo hecho de haber ocurrido. Kirguistán ha demostrado ser un país único en Asia Central. A pesar de que se predecía lo contrario, las elecciones se celebraron". El presidente estadounidense, Barack Obama, felicitó a Kirguistán por unas elecciones "históricas", y declaró que estas demostraron que el pueblo kirguís estaba "comprometido con las transferencias de poder por medios pacíficos y democráticos". El canciller ruso, Sergei Lavrov, declaró que temía que hubiera dificultades posteriores a la elección, y se mostró cauteloso con el cambio abrupto a un sistema parlamentario.

## Consecuencias
Dentro del país, sin embargo, el resultado electoral fue visto como el inicio de un legislativo fracturado sin muchas capacidades de tomar decisiones, sugiriendo que el partido más capacitado para crear una coalición podría ser Ar-Namys. Después de la elección, SDPK, Respublika y Ata-Meken coincidieron en formar una coalición para finales de noviembre. Sin embargo, tan pronto como la coalición se aceptó oficialmente el 2 de diciembre, se derrumbó cuando no pudo elegir a un presidente del Parlamento (con sólo 58 de los 67 diputados de la coalición pudiendo votar por él).
El 15 de diciembre, Respublika anunció que había negociado con éxito la creación de un gobierno de coalición con SDPK y Ata-Zhurt. El líder del Partido Socialdemócrata, Almazbek Atambáyev fue elegido primer ministro con 92 votos de los 120 asientos. El miembro de Ata-Zhurt Akhmatbek Keldibekov fue elegido presidente del Parlamento con 101 votos a 14. Omurbek Babanov se convirtió en vice primer ministro. El nuevo gobierno asumió más tarde ese mismo día.